# Nikolai Berdiàiev
Nikolai Aleksàndrovitx Berdiàiev (en rus Николай Александрович Бердяев) (Kíiv, 1874 - París, 1948) va ser un escriptor i filòsof rus, les profundes conviccions religioses del qual i la seva oposició a l'autoritarisme van marcar la seva obra i la seva vida.
Als 25 anys, va patir el desterrament al nord de Rússia, condemnat pel règim tsarista. A Alemanya va efectuar estudis de postgraduat. Va ser professor a la Universitat de Moscou des de 1919 a 1920. Fou expulsat després de la seva pàtria per la seva resolta oposició al comunisme.
La de Berdiàiev és una filosofia profètica en la qual la llibertat s'eleva sobre l'ésser. És el mateix que dir que el món espiritual (noumenal) precedeix el món objectiu de les aparences físiques (fenomènic). Aquest món fenomènic empresona al jo i a les seves forces espirituals en una mediocritat burgesa que li impedeix arribar al nivell de la persona en el qual la consciència és alliberada de tota objectivació. La persona és alhora esperit, ànima i cos. Es realitza en la creació, en el coneixement i en l'amor. L'acte creador s'oposa a la necessitat que caracteritza el món objectivat, i dona un més-ser a la persona i al cosmos. El coneixement no és una recepció passiva: com més existeixo, més em desvela el misteri de l'existència. El procés del coneixement és actiu i creador. L'amor també és creador: «Tot acte d'amor-eros i d'amor-àgape és un acte creador pel qual apareix la novetat en el món ... porta en ell l'esperança d'una transfiguració del món ». Aquestes intuïcions fonamentals del seu pensament les ha plasmat en una sèrie d'obres sobre la història espiritual de Rússia. D'aquesta manera, el pensament de Berdiàiev s'emparenta alhora amb l'existencialisme, el personalisme, el gnosticisme, i amb autors com Vladímir Soloviov.

## Obres
- La Signification de l'acte créateur. 1916
- Le Sens de l'Histoire. 1920
- L'Esprit de Dostoïevski. 1921
- Un Nouveau Moyen Âge : Réflexions sur les déstinées de la Russie et de l'Europe. 1924
- Le Destin de l'Homme dans le monde actuel. 1931
- Solitude et Société. 1934
- Cinq Méditations sur l'existence. 1936
- Esprit et Réalité. 1937
- Les Sources et le sens du communisme russe. 1937, 1955
- Esclavage et Liberté. 1939
- Essai de métaphysique eschatologique. 1946
- L'Idée russe. 1946
- Dialectique existentielle du divin et de l'humain. 1947